# Join Hands
Join Hands é o segundo álbum de estúdio do grupo Siouxsie & the Banshees, lançado em 1979 pela Polydor Records. David Cleary, da AllMusic, comentou que algumas das seleções parecem antecipar fortemente o trabalho do segundo álbum de Joy Division, Closer especialmente "Placebo Effect", cujo som de guitarra foi uma clara inspiração para a música da banda de Manchester "Colony". Join Hands foi remasterizado em 2006, recebendo duas músicas extras que não foram lançadas na gravação do álbum, em 1979.

## Faixas
Todas as canções foram compostas por Sioux, McKay, Morris e Severin, exceto onde anotado.
1. "Poppy Day"
2. "Regal Zone"
3. "Placebo Effect"
4. "Icon"
5. "Premature Burial"
6. "Playground Twist"
7. "Mother/Oh Mein Papa"- Turner/Parsons/Burkhard
8. "The Lord's Prayer" - Música Tradicional, arrajos por Siouxsie & the Banshees

### Versão remasterizada de 2006
1. "Poppy Day"
2. "Regal Zone"
3. "Placebo Effect"
4. "Icon"
5. "Premature Burial"
6. "Playground Twist"
7. "Mother/Oh Mein Papa"- Turner/Parsons/Burkhard
8. "The Lord's Prayer" - Música Tradicional, arranjos por Siouxsie & the Banshees
9. "Love in a Void" (7" AA-Side)
10. "Infantry"

## Créditos
- Siouxsie Sioux: vocal
- John McKay: guitarra, saxofone
- Steven Severin: baixo
- Kenny Morris: bateria, percussão

1. ↑  Cleary, David. «Join Hands – Siouxsie and the Banshees review». AllMusic. AllRovi. Consultado em 3 de novembro de 2011